# RNIE2 (Benin)

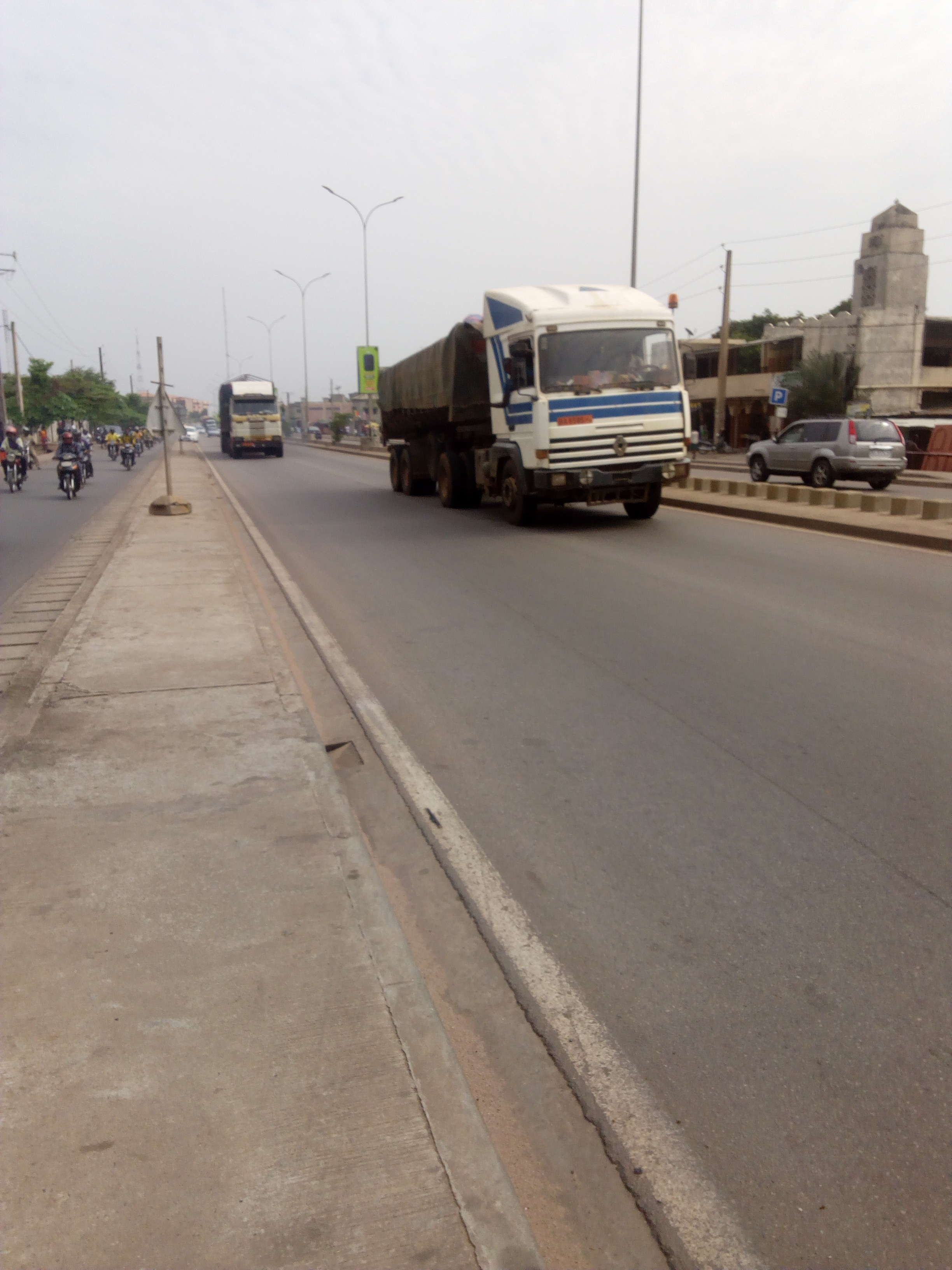
Ein LKW auf RNIE 2

Die RNIE 2 ist eine Fernstraße in Benin, die bei Malanville beginnt und in Cotonou endet. In Abomey kreuzt sie die RNIE 4.